# Вікторово (селище при станції)
Вікторово (рос. Викторово) — залізнична станція в Бежецькому районі Тверської області Російської Федерації.
Населення становить 29 осіб. Входить до складу муніципального утворення Шишковське сільське поселення.

## Історія
Від 2005 року входить до складу муніципального утворення Шишковське сільське поселення.

## Населення
1. Н/Д[2]